# Ой ходить сон коло вікон
«Ой ходить сон коло вікон» (с укр. — «Ой, ходит сон подле окон») — украинская народная колыбельная песня. Впервые опубликована в альманахе «Русалка Днестровая» в 1837 году, где была обозначена как «лелеяльная».
В 1919 году по поручению С. Петлюры в мировое турне отправился знаменитый хор Александра Кошица. Главной его задачей была культурная дипломатия — популяризация украинской культуры и обретение симпатий к Украине. Одной из песен в программе была и колыбельная «Ой ходит сон подле окон». Хор гастролировал по Европе, а в 1922 году выступил в США. На одном из концертов присутствовал молодой и успешный бродвейский композитор Джордж Гершвин из семьи эмигрантов из Одессы. В это время он размышлял над новым проектом — оперой по мотивам романа Хейворда «Порги и Бесс», и искал идеи и вдохновения. Услышав нежную мелодию «Ой ходит сон возле окон», Дж. Гершвин сразу понял, что это именно то, что ему было нужно. В 1934 году он закончил оперу, в которой ария «Летней порой» (англ. Summertime) была написана на основе мелодии, услышанной на концерте украинского хора. Именно эта ария стала жемчужиной творчества композитора, а опера — лучшей балладной оперой в Америке.

## Исполнители песни
В разное время песню исполняли такие известные хоры, как Хор имени Александра Кошица, хор имени Верёвки, Киевский камерный хор, капелла «Трембита». Из сольных исполнителей известны польская певица Рената Богданская (Ирена Рената Андерс), советская украинская певица Нина Матвиенко (в фильме-сказке «Иванко и царь Поганин»), современные украинские поп-певицы Тина Кароль (песня вошла в альбом «Интонации»), Иллария, канадская певица Алексис Кохан и американская певица Квитка Цисык (она включила песню в свой альбом «Пісні з України» 1980 года).

Распространена версия, что американский композитор Джордж Гершвин написал свою арию «Summertime» для оперы «Порги и Бесс» под впечатлением колыбельной «Ой ходить сон коло вікон», которую он услышал в 1929 году в исполнении Украинского национального хора Александра Кошица в Нью-Йорке. Ария была написана в феврале 1934 года, а партитура всей оперы составлена через 20 месяцев.